# قسم ميزدج سفلي الريفي (مقاطعة فارسان)
قسم ميزدج سفلي الريفي (بالفارسية: دهستان میزدج سفلی) هي منطقة ريفية تقع في قسم في إيران. يقدر عدد سكانها بـ 23,944 نسمة .